# Cheilodactylus rubrolabiatus
Cheilodactylus rubrolabiatus är en fiskart som beskrevs av Allen och Heemstra, 1976. Cheilodactylus rubrolabiatus ingår i släktet Cheilodactylus och familjen Cheilodactylidae. Inga underarter finns listade i Catalogue of Life.